# Lekkoatletyka na Letnich Igrzyskach Olimpijskich 2008 – skok w dal mężczyzn
Konkurs skoku w dal mężczyzn na XXIX Letnich Igrzyskach Olimpijskich odbył się w dniach 16 i 18 sierpnia na Stadionie Narodowym w Pekinie.
Rozgrywki rozpoczęły się 16 sierpnia. Wtedy to rozegrano kwalifikacje do rundy finałowej. Decydująca faza, która wyłoniła mistrza olimpijskiego, odbyła się 18 sierpnia.  
Wymagane minimum A do awansu na igrzyska olimpijskie wynosiło 8,20 m, natomiast minimum B – 8,05 m.
Złoty medal zdobył Irving Saladino z Panamy, skacząc 8,34 metra.

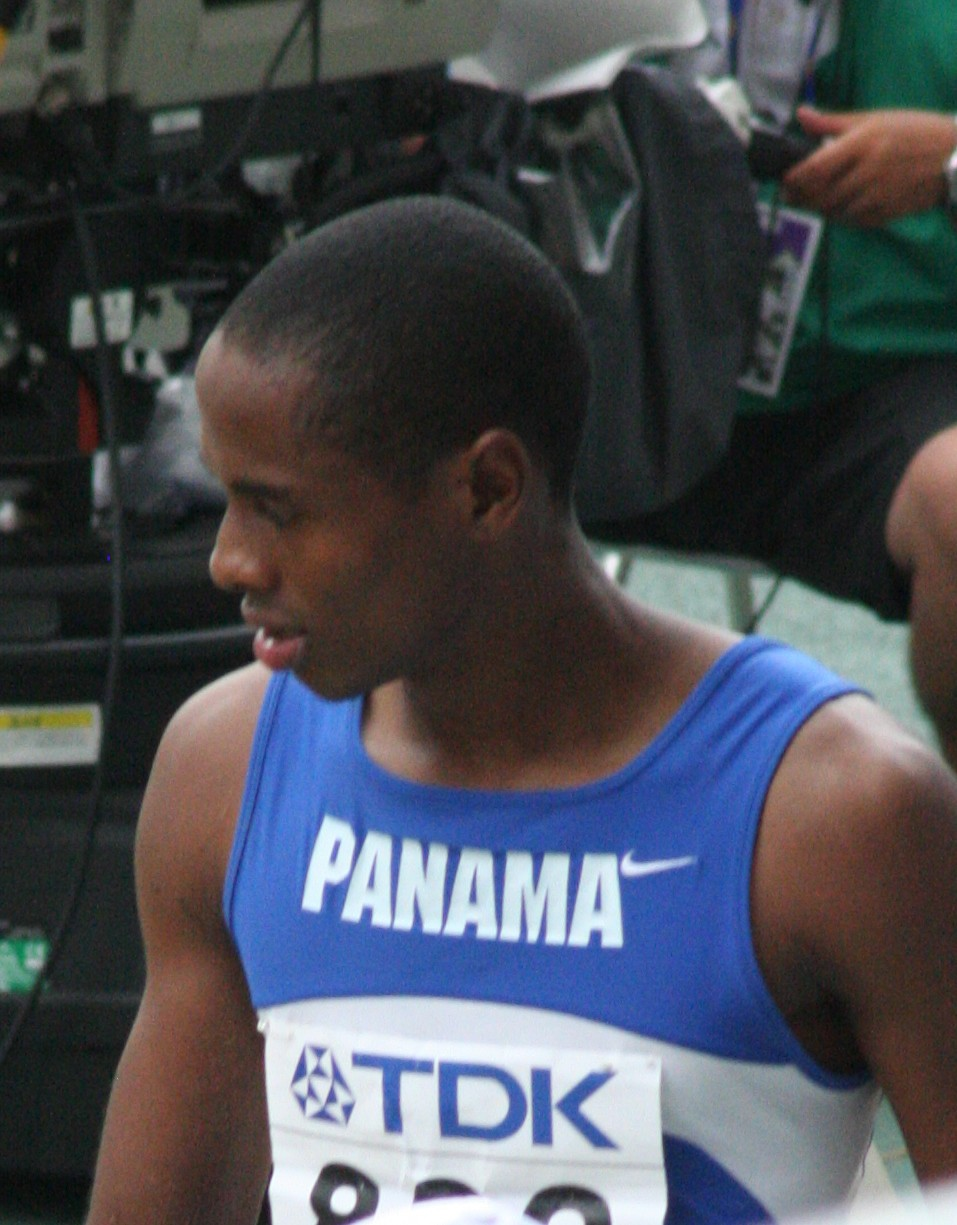
Irving Saladino - zwycięzca zawodów

| Poz. – pozycja                                                                                |
| – rekord olimpijski \| – rekord życiowy \| – najlepszy wynik w sezonie \| - rekord kraju      |
| NM – brak zaliczonego skoku \| o – skok zaliczony \| x – skok spalony \| – – pominięcie skoku |
| * wyniki podawane w metrach                                                                   |

## Rekordy
W poniższej tabeli przedstawione są rekord świata i rekord olimpijski z dnia 8 sierpnia 2008 roku.
| Rekord świata     | Mike Powell (USA) | 8,95 m | Tokio, Japonia | 30.08.1991 |
| Rekord olimpijski | Bob Beamon (USA)  | 8,90 m | Meksyk, Meksyk | 18.10.1968 |

## Przebieg zawodów

### Runda kwalifikacyjna
Awans do rundy finałowej uzyskiwali zawodnicy, którzy wypełnili minimum 8,15 m (Q), jeśli wynik ten uzyskałaby mniejsza liczba skoczków, to kryterium awansu były najlepsze wyniki uzyskane przez startujących (q).
| Poz. | Imię i nazwisko             | Narodowość        | Grupa | 1           | 2           | 3           | Rezultat | Uwagi |
| ---- | --------------------------- | ----------------- | ----- | ----------- | ----------- | ----------- | -------- | ----- |
| 1    | Luis Tsatumas               | Grecja            | A     | 8,27 (0.1)  |             |             | 8,27     | Q     |
| 2    | Ibrahim Camejo              | Kuba              | A     | 8,23 (0.5)  |             |             | 8,23     | Q     |
| 3    | Greg Rutherford             | Wielka Brytania   | A     | 8,16 (-0.1) |             |             | 8,16     | Q     |
| 4    | Godfrey Khotso Mokoena      | Południowa Afryka | A     | 8,03 (-0.1) | x           | 8,14 (0.3)  | 8,14     | q     |
| 5    | Ngonidzashe Makusha         | Zimbabwe          | B     | 8,14 (0.0)  | 7,94 (0.0)  | –           | 8,14     | q     |
| 6    | Wilfredo Martínez           | Kuba              | B     | 7,92 (0.4)  | 7,80 (0.4)  | 8,07 (0.1)  | 8,07     | q     |
| 7    | Ndiss Kaba Badji            | Senegal           | B     | 7,65 (-0.1) | 7,79 (-0.1) | 8,07 (-0.5) | 8,07     | q     |
| 8    | Hussein Taher Al-Sabee      | Arabia Saudyjska  | A     | 5,47 (0.3)  | 8,04 (-0.4) | x           | 8,04     | q     |
| 9    | Irving Saladino             | Panama            | B     | x           | x           | 8,01 (0.2)  | 8,01     | q     |
| 10   | Luis Felipe Méliz           | Hiszpania         | A     | x           | 7,77 (-0.1) | 7,95 (0.1)  | 7,95     | q     |
| 11   | Gable Garenamotse           | Botswana          | A     | 7,58 (0.3)  | x           | 7,95 (0.4)  | 7,95     | q     |
| 12   | Roman Novotný               | Czechy            | B     | 7,75 (0.3)  | 7,81 (-0.1) | 7,94 (-0.2) | 7,94     | q     |
| 13   | Stephan Louw                | Namibia           | A     | 7,73 (0.1)  | x           | 7,93 (0.6)  | 7,93     |       |
| 14   | Mohamed Salman Al-Khuwalidi | Arabia Saudyjska  | B     | x           | x           | 7,93 (0.4)  | 7,93     |       |
| 15   | Tyrone Smith                | Bermudy           | B     | 6,95 (0.1)  | 7,63 (-0.6) | 7,91 (-0.1) | 7,91     |       |
| 16   | Fabrice Lapierre            | Australia         | B     | 7,90 (0.1)  | x           | x           | 7,90     |       |
| 17   | Yahya Berrabah              | Maroko            | A     | 7,88 (0.1)  | x           | x           | 7,88     |       |
| 17   | Tommi Evilä                 | Finlandia         | A     | x           | x           | 7,88 (0.2)  | 7,88     |       |
| 19   | Trevell Quinley             | Stany Zjednoczone | B     | x           | x           | 7,87 (-0.2) | 7,87     |       |
| 20   | Andrew Howe                 | Włochy            | B     | 7,73 (0.1)  | 7,81 (-0.2) | x           | 7,81     |       |
| 21   | Salim Sdiri                 | Francja           | A     | x           | x           | 7,81 (0.3)  | 7,81     |       |
| 22   | Brian Johnson               | Stany Zjednoczone | B     | x           | 7,79 (-0.1) | x           | 7,79     |       |
| 23   | Sebastian Bayer             | Niemcy            | A     | x           | 7,43 (0.1)  | 7,77 (0.0)  | 7,77     |       |
| 24   | Hugo Chila                  | Ekwador           | A     | 7,77 (0.2)  | x           | x           | 7,77     |       |
| 24   | Andrij Makarczew            | Ukraina           | B     | 7,77 (0.3)  | x           | x           | 7,77     |       |
| 26   | Mauro da Silva              | Brazylia          | A     | x           | 7,75 (-0.1) | x           | 7,75     |       |
| 27   | Christopher Tomlinson       | Wielka Brytania   | B     | 7,52 (0.4)  | 7,62 (0.0)  | 7,70 (0.2)  | 7,70     |       |
| 28   | Runrun Li                   | Chiny             | A     | 7,70 (0.2)  | x           | 7,56 (0.1)  | 7,70     | SB    |
| 29   | Tarik Bouguetaïb            | Maroko            | B     | 7,69 (-0.1) | x           | x           | 7,69     |       |
| 30   | Herbert McGregor            | Jamajka           | B     | 7,64 (0.0)  | 7,46 (0.3)  | 7,36 (0.0)  | 7,64     |       |
| 31   | Morten Jensen               | Dania             | A     | x           | 7,58 (0.3)  | 7,63 (-0.1) | 7,63     |       |
| 32   | Louis Tristán               | Peru              | B     | 7,58 (0.1)  | 7,62 (0.3)  | x           | 7,62     |       |
| 33   | Marcin Starzak              | Polska            | A     | x           | x           | 7,62 (-0.2) | 7,62     |       |
| 34   | Henry Dagmil                | Filipiny          | A     | 7,58 (0.0)  | x           | x           | 7,58     |       |
| 35   | Nikołaj Atanasow            | Bułgaria          | A     | x           | x           | 7,54 (-0.5) | 7,54     |       |
| 36   | Julien Fivaz                | Szwajcaria        | B     | 7,53 (0.0)  | x           | x           | 7,53     |       |
| 37   | Władimir Malawin            | Rosja             | A     | 7,32 (-0.2) | 7,35 (-0.1) | x           | 7,35     |       |
| 38   | Miguel Pate                 | Stany Zjednoczone | B     | x           | 7,34 (0.4)  | x           | 7,34     |       |
|      | Can Zhou                    | Chiny             | B     | –           | –           | –           | NM       |       |
|      | Arnaud Casquette            | Mauritius         | B     |             |             |             | DNS      |       |
|      | Issam Nima                  | Algieria          | A     |             |             |             | DNS      |       |

### Finał
| Poz.   | Imię i nazwisko        | Narodowość        | 1          | 2           | 3           | 4           | 5           | 6           | Rezultat | Uwagi |
| ------ | ---------------------- | ----------------- | ---------- | ----------- | ----------- | ----------- | ----------- | ----------- | -------- | ----- |
| Złoto  | Irving Saladino        | Panama            | x          | 8,17 (-0.1) | 8,21 (0.1)  | 8,34 (-0.3) | x           | x           | 8,34     |       |
| Srebro | Godfrey Khotso Mokoena | Południowa Afryka | 7,86 (0.1) | x           | 8,02 (0.2)  | 8,24 (0.0)  | x           | x           | 8,24     |       |
| Brąz   | Ibrahim Camejo         | Kuba              | 7,94 (0.1) | 8,09 (-0.2) | 8,08 (-0.1) | 7,88 (0.4)  | 7,93 (-0.2) | 8,20 (0.2)  | 8,20     |       |
| 4      | Ngonidzashe Makusha    | Zimbabwe          | 8,19 (0.6) | 8,06 (0.3)  | 8,05 (-0.4) | 8,10 (0.1)  | 8,05 (-0.1) | 6,48 (-0.3) | 8,19     |       |
| 5      | Wilfredo Martínez      | Kuba              | 7,60 (0.0) | 7,90 (-0.1) | x           | 8,04 (0.0)  | x           | 8,19 (-0.4) | 8,19     |       |
| 6      | Ndiss Kaba Badji       | Senegal           | 8,03 (0.6) | x           | 8,02 (1.0)  | 8,16 (0.2)  | 8,03 (-0.1) | 7,92 (-0.4) | 8,16     | SB    |
| 7      | Luis Felipe Méliz      | Hiszpania         | x          | 8,02 (-0.2) | x           | x           | 7,98 (-0.4) | 8,07 (-0.1) | 8,07     |       |
| 8      | Roman Novotný          | Czechy            | 7,87 (0.1) | 7,75 (-0.1) | 8,00 (-0.3) | x           | 7,82 (0.2)  | 7,94 (-0.1) | 8,00     |       |
| 9      | Gable Garenamotse      | Botswana          | x          | 7,85 (0.1)  | x           |             |             |             | 7,85     |       |
| 10     | Greg Rutherford        | Wielka Brytania   | x          | 5,20 (-0.3) | 7,84 (-0.4) |             |             |             | 7,84     |       |
| 11     | Hussein Taher Al-Sabee | Arabia Saudyjska  | 7,80 (0.0) | x           | x           |             |             |             | 7,80     |       |
|        | Luis Tsatumas          | Grecja            | x          | x           | x           |             |             |             | NM       |       |